# Cyrtodactylus spelaeus
Espèce
Cyrtodactylus spelaeus est une espèce de geckos de la famille des Gekkonidae.

## Systématique
L'espèce Cyrtodactylus spelaeus a été décrite en 2014 par Roman Alekseevich Nazarov (d), Nikolay Andreevich Poyarkov (d), Nikolaï OrlovOrlov, Sang Ngoc Nguyen (d), Konstantin Dmitrievich Milto (d), Aleksey A. Martynov (d), Eugene L. Konstantinov (d), Anatoliy S. Chulisov (d).

## Répartition
Cette espèce est endémique de la province de Vientiane au Laos. Elle se rencontre à Kasi dans le parc national de la grotte Khuang Lang.

## Description
Le mâle holotype mesure 88,9 mm de longueur standard avec une queue régénérée de 80,1 mm.

## Étymologie
Son épithète spécifique, spelaeus, dérivé du grec ancien σπήλαιον, spelaion, « grotte », fait référence à son habitat et à sa localité type, la grotte de Khuang Lang au Laos.

## Publication originale
- (en) R. A. Nazarov, N. A. Poyarkov, Jr, N. L. Orlov, N. S. Nguyen, K. D. Milto, A. A. Martynov, E. L. Konstantinov et A. S. Chulisov, « A review of genus Cyrtodactylus (Reptilia: Sauria: Gekkonidae) in fauna of Laos with description of four new species », Trudy Zoologicheskogo Instituta, Institut zoologique de l'Académie russe des sciences (d), vol. 318, no 4,‎ 2014, p. 391-423 (ISSN 0206-0477 et 2221-3996, lire en ligne).